# Bartolino da Padova
Bartolino da Padova, anche "Magister Frater Bartolinus de Padua" (1365 – 1405), è stato un compositore italiano.
Fu un rappresentante della corrente musicale nota come Ars nova che fece da transizione fra la musica medioevale e quella rinascimentale.

## Biografia
Le notizie sui primi anni della sua vita sono sconosciute e qualcosa può essere dedotto dalle sue opere. Egli nacque probabilmente a Padova e fu un frate carmelitano. Sappiamo ciò in quanto un suo ritratto in saio monacale appare nel Codice Squarcialupi assieme ad alcune delle sue opere. Molto probabilmente fu alle dipendenze della Signoria di Carrara anche se non esistono conferme al riguardo. Esiste la possibilità che abbia trascorso un periodo a Firenze fra il 1389 e il 1390. Riferimenti alla famiglia Visconti, rintracciati nelle sue opere, sono stati variamente interpretati: alcuni musicologi sostengono che abbia prestato servizio alla corte di Gian Galeazzo Visconti durante il periodo delle sue campagne di conquista nel nord Italia, mentre altri non si dicono convinti di ciò e sostengono che i riferimenti sono satirici contro i Visconti ed a sostegno dei Carrara.

## Le sue musiche
Il Codice Squarcialupi, la più grande fonte di musiche italiane del XIV secolo, contiene 37 opere di Bartolino. Altre fonti contengono sue opere a conferma della sua notorietà nel tempo in cui visse. 
La musica di Bartolino, contrariamente a quella del suo contemporaneo Francesco Landini, mostra piccole influenze dall'ars nova francese. Le sue 27 ballate, sono quasi tutte a due voci, secondo la moda italiana (quelle francesi, a quel tempo, erano tutte ad una sola voce accompagnate da uno o due strumenti). Soltanto 11 sono i madrigali di Bartolino che ci sono pervenuti e, come le ballate, sono quasi tutti a due voci (soltanto due madrigali sono a tre voci). 

Esiste anche un madrigale trilingue (ogni voce cantava in una lingua diversa): questa usanza era comune nell'Alto Medioevo ma andò scemando verso la fine del XIV secolo.
I manoscritti sono conservati presso la Biblioteca nazionale di Parigi, al British Museum, nella Biblioteca estense di Modena e in quella nazionale di Firenze.

### Recordings
- Rosa e Orticha, ensemble Syntagma, dir. A.Danilevski, 2012, Carpe-Diem, 4-032324162870

| Controllo di autorità | VIAF (EN) 293820807 · ISNI (EN) 0000 0004 2010 1183 · SBN DDSV038281 · CERL cnp00296478 · Europeana agent/base/155315 · LCCN (EN) n93095989 · GND (DE) 102558736 · BNF (FR) cb139417484 (data) · J9U (EN, HE) 987007360025805171 |